# Josep Torrents i Rossell
Josep Torrents i Rossell (Bellvei, 1899 - L'Havana, Cuba, 18 de setembre del 1943) va ser un pagès que, tot i defensar inicialment postulats anarcosindicalistes, finalment formà part del Comitè Central de Milícies Antifeixistes de Catalunya en representació de la Unió de Rabassaires el 1936 i milità al PSUC.
Milità de jove a la CNT. L'any 1918 era el representant de la Societat Agrícola de Bellvei a la Federació Comarcal de Valls i secretari de la Federació Comarcal del Baix Penedès adherida a la FNOA. L'any 1919, la FNOA s'adhereix a la CNT i amb ella ho fa Josep Torrents. Representant la Federació d'Agricultors del Vendrell i comarca, participà en el segon congrés confederal de la CNT a Madrid, el mes de desembre del 1919. Fugint de les urpes de la repressió del general Martínez Anido contra el sindicalistes, acabà exiliat a França. Fruit d'aquest exili deixarà la militància anarcosindicalista i defensarà els postulats de la CGT francesa.
L'any 1931 s'afilià al BOC i després a la Unió de Rabassaires, de la que en fou membre del Comitè Central. Després dels fets del sis d'octubre fou empresonat al vaixell "Manuel Arús" al port de Tarragona. El juliol del 1936 s'afilià al PSUC i va formar part del Comitè de Milícies Antifeixistes de Catalunya en representació de la Unió de Rabassaires. A partir del juliol del 1937 formà part del Comitè executiu del PSUC, essent-ne el responsable de la Secretaria Agrària. L'any 1939 s'exilià a França i després a Cuba, on morí.